# Jesús Barros de Lis
Jesús Barros de Lis y Gaspar (n. Madrid, España; 11 de agosto de 1928- f. Pamplona, España; 18 de mayo de 1989) fue un abogado y político monárquico y democratacristiano español. Fue uno de los referentes de la oposición democrática al régimen de Franco.

## Biografía
Nació años antes de comenzar la Guerra Civil. Pasó los 3 años de guerra siendo niño en Madrid con su familia. Su padre Severino Barros de Lis, diputado de la CEDA, fue detenido durante la misma y falleció días después de acabada la contienda. Estudió en el Liceo francés y posteriormente se licenció en Derecho por la Universidad Central de Madrid. En los años universitarios estuvo afiliado a las Juventudes Monárquicas.  Profesionalmente fue un prestigioso abogado. Se casó en Suecia con Ingrid Tubbe Johansson teniendo 3 hijos. Vivió en Madrid hasta su fallecimiento a los 60 años.
Desde temprana edad tuvo inquietudes políticas, reforzadas por su entorno familiar y convulsa época de los años de la República y Guerra Civil.
Fundó la Unión Demócrata Cristiana (UDC) en 1956
 partido clandestino en la España del General Franco. Su actividad le llevó a ser detenido en sucesivas ocasiones. Su inspiración en el humanismo cristiano y sus valores, la defensa de España y de su unidad, y la importancia de su integración en Europa marcan los hitos fundamentales de sus ideas políticas. Participó en el Congreso del Movimiento Europeo, llamado “Contubernio de Múnich”, en 1962, siendo en represalia confinado a la isla de Fuerteventura 9 meses. Realizó una actividad intensa intentando aglutinar a las distintas tendencias democratacristianas durante los últimos años de la Dictadura de Franco y primeros de la Transición. Falleció en Pamplona en 1989.
Participó en centros de debate y reflexión política de la época franquista y la Transición siendo fundador o miembro de las juntas de varios: Asociación Española de Cooperación Europea, Asociación Católica de Propagandistas, Club Siglo XXI, Cuadernos para el Diálogo y Revista Discusión y Convivencia.

## Actividad política

### Primeros años
Desde su niñez vivió marcado por un lado por el influjo político de su padre, diputado en el Congreso por la CEDA, durante la II República española, quien tenía una visión cristiana, social y antimarxista de la política y de la sociedad. Por otro lado también le marcaron su niñez  los difíciles años de la II República y el pasar la Guerra Civil en Madrid viendo ser detenido a su padre por las milicias republicanas y pasando dificultades y el hambre de un Madrid asediado durante toda la guerra.
Buena parte de su actividad política se desarrolló en la oposición al Régimen de Franco surgido de la Guerra Civil (1939-1975). Al igual que su padre se opuso a los totalitarios de izquierda a él le tocó oponerse a los de derecha. En ambos casos buscando la libertad humana.
En los años universitarios comenzó su actividad política, solicitando el fin de la censura académica en 1947.
También se enfrentó a los falangistas como miembro de las Juventudes Monárquicas, pequeño grupo universitario que defendía la vuelta de D. Juan y su instauración bajo el nombre de Juan III. Sufrió en 1948 su primera sanción gubernativa por sus actividades políticas. Participó en las reuniones monárquicas clandestinas de los grupos de Rodríguez Soler.

### Fundación de la Democracia Cristiana española
En los años 50 desarrolló una intensa actividad como político democratacristiano
y en los círculos clandestinos de oposición no comunista al Régimen de Franco, con las dificultades propias de la falta de libertad existente. Fundó la UDC Unión Demócrata Cristiana, primer partido democratacristiano en España, que se convirtió en uno de los protagonistas de la actividad política clandestina en el interior de España.

### “Contubernio de Múnich”, detención y confinamiento en Fuerteventura
Participó en el IV Congreso del Movimiento Europeo, (1962) en Múnich, también llamado “el Contubernio de Múnich”.
 En él políticos españoles de la oposición no comunista a Franco, venidos del interior y otros del exilio, manifestaron la voluntad de reconciliación y la necesidad del cambio de régimen en España. A su vuelta a España fue detenido y directamente confinado
por el Régimen del General Franco en la isla canaria de Fuerteventura donde pasó nueve meses con otros 3 participantes: Jaime Miralles, Joaquín Satrústegui y Fernando Álvarez de Miranda, soportando una situación familiar, profesional y económica difícil.

### Los 60: actividad internacional, escisiones e intentos de unión de los grupos DC
Tuvo una intensa actividad a nivel internacional en los años 60 participando en numerosos congresos de la democracia cristiana internacional, entre ellos los mundiales de Taormina (1965) y  Lima (1966).
Los años posteriores al confinamiento y represión del Congreso de Múnich, llevaron a una situación difícil de los democratacristianos españoles, en parte por el aletargamiento de la actividad de muchos y en parte por divisiones internas,  produciéndose diversas escisiones.
Uno de los principales intentos de reagrupación fue promovido por Barros de Lis en la reunión de “Los Molinos” (Madrid) en el que “el grupo más moderado se concentró alrededor de Jesús Barros de Lis”.

### Los 70: últimos años del franquismo y comienzo de la Transición
Ante el final de la época franquista y la apertura política de los primeros 70 continúa con su actividad política y prosigue con los distintos intentos de reagrupar las corrientes democratacristianas ante la inminente llegada de un cambio de régimen. Intentos que se prologarán en los primeros años de la Transición sin éxito.

Barros de Lis intentaba marcar una línea ideológica clara democratacristiana. Creyendo que la base ideológica española era de centro y compartía en gran manera los valores  del  humanismo cristiano. Intentó mantener una postura de centro  y evitar ser llevado, como otros grupos, a corrientes fuertes de izquierda o demasiado ancladas en el régimen anterior. Asimismo se oponía frontalmente  a las corrientes federalistas que buscaban una organización federal de España.

### La Transición
Solicitó el apoyo al Referéndum de Reforma Política (1976), primer paso para el cambio de régimen una vez muerto Franco. 
Ante las primeras Elecciones Generales de 1977 algunas corrientes DC entraron en la Unión de Centro Democrático, partido que agrupaba a socialdemócratas, liberales, democratacristianos y viejos franquistas, liderado por el Presidente del  Gobierno Adolfo Suárez, antiguo Secretario General del Movimiento franquista. Aquellos que no consideraron el incorporarse a dicho partido manteniéndose fieles a sus ideas, entre los que se encontraba Barros de Lis, sufrieron  un descalabro electoral  en las distintas formaciones demócrata cristianas en las que se presentaron.
Hubo nuevos intentos, en los que participó, de uniones y alianzas de los distintos grupos DC. Estos continuaron también después de la disgregación final de la amalgama de Unión de Centro Democrático, una vez que este perdió el poder (1982) con la victoria del partido socialista.
Barros de Lis fue un luchador por ideales de humanismo cristiano, lo que le supuso un importante sacrificio personal. No cedió sus valores para lograr alcanzar puestos de poder.  Falleció después de una enfermedad (1989) a los 60 años.
En Puerto del Rosario (Fuerteventura) se le dedicó junto a sus compañeros de destierro una placa y en 2012 se inauguró en su honor el “Paseo de los Demócratas”.